# Allium sharsmithiae
Allium sharsmithiae — вид трав'янистих рослин родини амарилісові (Amaryllidaceae), ендемік центрально-західної Каліфорнії (хребет Гамільтон), США.

## Опис
Цибулини, як правило, одиночні, від яйцюватих до кулястих, 1–1.8 × 1–1.5 см; зовнішні оболонки червонувато-коричневі, перетинчасті; внутрішні оболонки блідо-коричневі. Листки стійкі, в'януть від кінчиків у період цвітіння, 1; листові пластини циліндричні, 15–25 см × 1–4 мм. Стеблини стійкі, одиночні, прямостійні, циліндричні, 4–17 см × 1–2.5 мм. Зонтик стійкий, прямостійний, компактний, 5–50-квітковий, півсферичний, цибулинки невідомі. Квіти урноподібні, 10–18 мм; листочки оцвітини прямостійні, глибоко червонувато-пурпурні, від лінійно-ланцетних до ланцетно-яйцюватих, ± рівні, краї цілі, верхівки від гострих до тупих. Пиляки жовті; пилок жовтий. Насіннєвий покрив тьмяний або блискучий. 2n = 14.
Період цвітіння: квітень — травень.

## Поширення
Ендемік центрально-західної Каліфорнії (хребет Гамільтон), США.
Населяє змійовиковий глинистий ґрунт на схилах, під охороною; 500–1100 м.